# Savin' Me
"Savin' Me" é uma canção de Rock Alternativo composta pela banda canadense Nickelback. Foi lançada em 2006 como terceiro single de seu quinto álbum de estúdio All the Right Reasons. A canção alcançou a segunda posição na parada musical de sua terra natal.

## Faixas e formatos
Single 3 faixas Reino Unido (13 de junho de 2006)
1. "Saving Me" [pop mix] – 3:39
2. "Animals" [ao vivo] – 3:52
3. "Follow You Home" [ao vivo] – 7:08

CD single Europa (27 de abril de 2006)
1. "Saving Me" [pop mix] – 3:39
2. "Animals" [ao vivo] – 3:52
3. "Follow You Home" [ao vivo] – 7:08
4. "Saving Me" [vídeo] – 4:49

## Clipe
O vídeo da música abre com um homem perto de uma esquina. Ele então vê um jovem falando em um telefone celular prestes a ser atropelado por um ônibus, e puxa-o de volta apenas em cima da hora, e depois vai embora. O jovem começa a olhar para as outras pessoas como a música começa.
Eventualmente, o espectador vê que o jovem vê temporizador com números brilhantes e contagem regressiva acima das cabeças de todos em torno dele. Para todos os outros, ele parece ser um louco. Ele está perplexo com os temporizadores até que ele vê uma mulher idosa que está sendo trazido para fora em uma maca: quando o cronômetro acima de sua cabeça chega a zero, ela morre. Pouco depois, ele vê uma jovem mulher sentada e descascando uma laranja. Ela tem números acima de sua cabeça e na frente de sua barriga grávida. Ele também vê que ele não pode ver o temporizador acima de sua própria cabeça. Ele logo vê uma mulher de negócios prestes a entrar em seu carro, e vê seu temporizador diminui rapidamente muito mais rápido do que deveria, passando de milhões para um dígito em questão de segundos. Ele a puxa para fora do caminho pouco antes de seu carro ser esmagado por uma estátua caindo de uma caixa (que, em um exemplo de prenunciando, pode ser visto no ar a meio do vídeo (timestamp 02:00 bem como as letras pouco tempo depois.: "I'm Fallin"). O jovem, falando em um telefone celular, em seguida, vai embora reaparecendo números brilhantes em cima de sua própria cabeça, assim como o homem que salvou o fez, deixando a empresária atônita como 'ela' 'agora vê os temporizadores sobre as cabeças de todos os outros.  
A banda está em um apartamento; Chad Kroeger e Ryan Peake estão cantando na câmera, mas sem instrumentos são tocados; os outros membros da banda são vistos simplesmente olhando para a câmera, ou para o espaço. 

## Paradas musicais
| Tabelas (2006–2008)                            | Melhor posição |
| ---------------------------------------------- | -------------- |
| Austrália (ARIA)                               | 18             |
| Áustria (Ö3 Austria Top 75)                    | 43             |
| Canadá(Nielsen SoundScan)                      | 2              |
| Canadá CHR/Pop Top 30 (Radio & Records)        | 3              |
| Canadá (Billboard CHR/Top 40)                  | 27             |
| Canadá (Billboard Hot AC)                      | 40             |
| Canadá (Billboard Rock)                        | 29             |
| Alemanha (Offizielle Deutsche Charts)          | 72             |
| Irlanda (IRMA)                                 | 47             |
| Países Baixos (Dutch Top 40)                   | 25             |
| Países Baixos (Single Top 100)                 | 81             |
| Nova Zelândia (Recorded Music NZ)              | 9              |
| Eslováquia (Rádio Top 100)                     | 25             |
| Suíça (Schweizer Hitparade)                    | 82             |
| Reino Unido (UK Singles Chart)                 | 77             |
| Estados Unidos (Billboard Hot 100)             | 19             |
| Estados Unidos (Billboard Alternative Airplay) | 29             |
| Estados Unidos (Billboard Adult Contemporary)  | 29             |
| Estados Unidos (Billboard Adult Top 40)        | 2              |
| Estados Unidos (Billboard Mainstream Top 40)   | 6              |
| Estados Unidos (Billboard Mainstream Rock)     | 11             |